# Украинская народная партия (1902)
Украи́нская наро́дная па́ртия (УНП) — организация националистического направления, основана в 1902 году Н. Михновским и братьями Владимиром и Николаем Шеметами.
Политику партии сформировал Михновский в так называемых «10 заповедях», которые провозглашали самостоятельную «демократическую республику», уважение украинского языка, традиций. Лозунг «Украина для украинцев» трактовался таким образом, что только украинский народ должен быть хозяином на своей земле.
В 1903 году был издан программный документ «Десять заповедей УНП»
В 1905 году во Львове был опубликован проект украинской Конституции, созданный Михновским.
Среди лидеров УНП были ещё Владимир, Николай и Сергей Шеметы, братья О. и С. Макаренко, В. и Г. Шевченко, О. Степаненко и другие.
После поражения Революции 1905-07 партия подверглась жестоким преследованиям и ушла в глубокое подполье вплоть до начала Первой мировой войны.

## Десять заповедей УНП
1. Одна, единая, неделимая, от Карпат до Кавказа самостоятельная, свободная, демократическая Украина — республика рабочих людей.
2. Все люди – твои братья, но москали, ляхи, угры, румыны и евреи – это враги нашего народа, пока они господствуют над нами и эксплуатируют нас.
3. Украина для украинцев! Итак, выгони отовсюду из Украины чужестранцев-угнетателей.
4. Везде и всегда употребляй украинский язык. Пусть ни жена твоя, ни дети твои не поганят твоего дома языком иноплеменников.
5. Уважай деятелей родного края, ненавидь врагов его, презирай оборотней-отступников – и хорошо будет всему твоему народу и тебе.
6. Не убивай Украину своим безразличием к всенародным интересам.
7. Не стань ренегатом-отступником.
8. Не обворовывай собственный народ, работая на врагов Украины.
9. Помогай в первую очередь своему земляку, а уже во вторую очередь кому другому, действуй сплоченно.
10. Не бери жены из чужеземцев, потому что дети твои будут тебе врагами, не дружи с врагами нашего народа, потому что ты придаешь им силы и отваги, не сотрудничай с угнетателями нашими, потому что предателем будешь.